# ザ・ボディガード (映画)
『ザ・ボディガード』（原題:The Hunter's Prayer）は2017年に公開されたアメリカ合衆国・スペイン・ドイツ合作のアクション映画である。監督はジョナサン・モストウ、主演はサム・ワーシントンが務めた。本作はケヴィン・ウィグノールが2004年に発表した小説『For the Dogs』を原作としている。

## 概略
スイス。元兵士のルーカスはある女子学生（エラ）を監視していた。エラはルーカスの存在にすぐに気がついたが「父さんが自分を心配して雇ったのだろう」などと思っていた。しかし、実のところ、ルーカスはエラを殺すために犯罪組織が雇った殺し屋であった。エラの父親は裏社会の大物（アディソン）を裏切ろうとしたばかりに殺害されており、用心深い組織はエラをも殺害しようとしていたのである。
ところが、裏社会にうんざりしていたルーカスはどうしても任務を遂行することができなかった。そして、ついには、エラの逃走を手助けするようになった。裏切りを知って激怒したアディソンは手下たちにルーカスの抹殺を命じたが、ルーカスの方もアディソンの殺害を決意しており、両者血みどろの戦いが幕を開けた。

## キャスト
- スティーヴン・ルーカス：サム・ワーシントン
- エラ・ハットー：オデイア・ラッシュ
- リチャード・アディソン：アレン・リーチ
- ジーナ・バンクス：エイミー・ランデッカー
- メッツガー：マーティン・コムストン
- ダニー：ヴェロニカ・エチェーギ
- ジリアン：ガブリエル・モストウ
- テレサ：シェイン・ドラモンド

## 製作
2013年1月30日、小説『For the Dogs』の映画化に際して、フィリップ・ノイスが監督に、サム・ワーシントンが主演に起用されたとの報道があった。5月、ヘイリー・スタインフェルドの出演が決まった。2014年1月、ノイスとスタインフェルドが降板したことを受けて、ジョナサン・モストウとエマ・ロバーツがその後釜に据えられたと報じられた。11月8日、本作のタイトルが『For the Dogs』から『The Hunter's Prayer』に変更されると共に、オデイア・ラッシュ（降板したロバーツの代役）、ヴェロニカ・エチェーギ、マーティン・コムストンの起用が発表された。同月上旬、本作の主要撮影がイギリスのヨークシャーで始まった。2015年9月25日、フェデリコ・フシドが本作で使用される楽曲を手がけるとの報道があった。

## 公開・マーケティング
2016年9月9日、サバン・フィルムズが本作の全米配給権を獲得したと報じられた。2017年5月8日、本作のオフィシャル・トレイラーが公開された。

## 評価
本作に対する批評家からの評価は芳しいものではない。映画批評集積サイトのRotten Tomatoesには21件のレビューがあり、批評家支持率は33%、平均点は10点満点で4.94点となっている。また、Metacriticには5件のレビューがあり、加重平均値は35/100となっている。